# Vineuil-Saint-Firmin
Vineuil-Saint-Firmin är en kommun i departementet Oise i regionen Hauts-de-France i norra Frankrike. Kommunen ligger i kantonen Senlis som tillhör arrondissementet Senlis. År 2022 hade Vineuil-Saint-Firmin 1 399 invånare.

## Befolkningsutveckling
Antalet invånare i kommunen Vineuil-Saint-Firmin
| Referens: INSEE |